# Piper Perabo

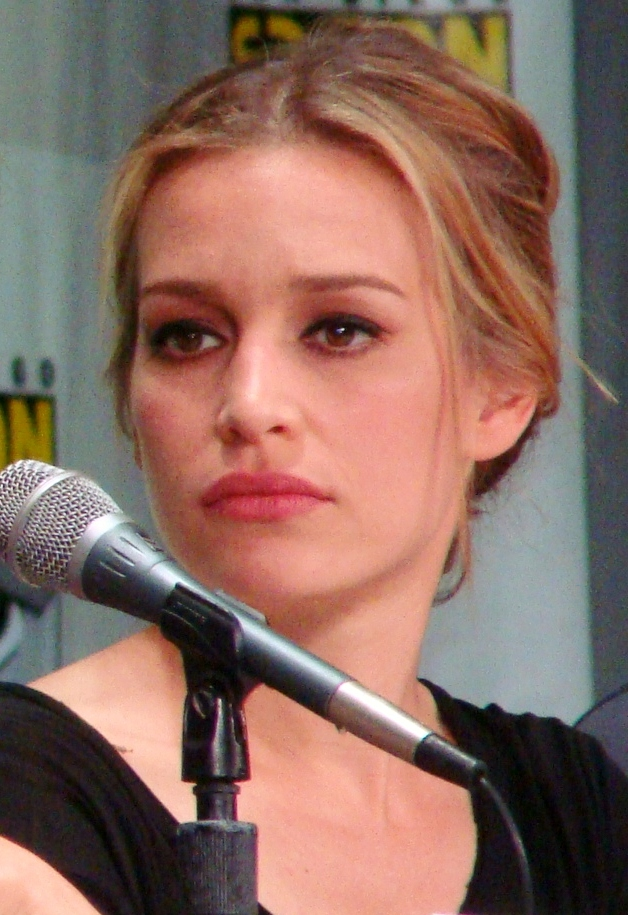
Piper Perabo (2011)

Piper Lisa Perabo (* 31. Oktober 1976 in Dallas, Texas) ist eine US-amerikanische Schauspielerin.

## Leben und Karriere
Perabo ist in Dallas, Texas geboren. Ihre Mutter Mary Charlotte Ulland Perabo (1945–2024) war Physiotherapeutin norwegischer Herkunft, ihr Vater George ist College-Professor für Englisch und Literatur am Ocean County College und hat deutsche und irische Wurzeln. Benannt nach der Schauspielerin Piper Laurie wuchs sie mit ihren zwei jüngeren Brüder Noah und Adam in Toms River (Ocean County), New Jersey auf.
Nach dem Highschool-Abschluss 1994 an der Toms River High School North in New Jersey, schrieb sie sich an der Ohio University mit dem Hauptfach Schauspiel ein, sowie in ihrem letzten Jahr als Nebenfach Latein, Physik und Poesie. Zusätzlich besuchte sie 1996 das sogenannte Trinity/La MaMa Performing Arts Program am Trinity College. Noch vor ihrem Abschluss begleitete sie ihren damaligen Freund zu einem Vorsprechen in New York und wurde dort von der Castingdirektorin Denise Fitzgerald angesprochen, die ihr einen Agenten vermittelte, womit sie erste Kontakte in der Branche knüpfen konnte. Sie schloss ihr Studium 1998 summa cum laude als Bachelor ab. Mit dem Studienabschluss ging Perabo nach New York City, um eine Laufbahn als Schauspielerin zu beginnen. Während sie sich am Off-off-Broadway-Theater La MaMa Experimental Theatre Club im East Village weiterbildete und dort erste Engagements erhielt, arbeitete sie nebenher als Kellnerin.
Nach dem Kurzfilm Single Spaced von 1997 war sie 1999 in Marc Levins Filmkomödie Whiteboyz in ihrem ersten Film in der Rolle der Sara an der Seite von Dr. Dre und Snoop Dogg zu sehen. Ihren internationalen Durchbruch hatte sie 2000 mit der Rolle der Violet in Coyote Ugly, einem Film von David McNally. Bei den MTV Movie Awards wurde sie dafür für den Best Music Moment ausgezeichnet und war als Beste Newcomerin nominiert. Ihre schauspielerische Leistung in Léa Pools 2001 erschienenen tragischen Liebesdrama Lost and Delirious wird als herausragend bezeichnet. In Freche Biester! spielte sie 2002 eine französische Austauschschülerin. Es folgten Im Dutzend billiger, The I Inside – Im Auge des Todes an der Seite von Ryan Phillippe, Das perfekte Paar, 2005 The Cave oder Eine Hochzeit zu dritt. 2006 spielte Perabo in Prestige – Die Meister der Magie die Frau von Hugh Jackman. 2008 war sie an der Seite von Jamie Lee Curtis in der Filmkomödie Beverly Hills Chihuahua und in dem Psychothriller Das Lazarus-Projekt neben Paul Walker zu sehen. In dem selben Jahr gab sie ihr Off-Broadway-Debüt am MCC Theatre, New York City, in Neil LaButes Stück Reasons to Be Pretty. 2009 folgten aufgrund des großen Erfolges 85 Aufführungen am Broadway im Lyceum Theatre.
Von 2010 bis 2014 spielte Perabo in der USA-Network-Fernsehserie Covert Affairs in fünf Staffeln die junge CIA-Nachwuchsagentin Annie Walker und erhielt dafür 2011 eine Golden-Globe-Nominierung.
2013 war sie neben Matthew Perry in vier Folgen der Sitcom Go On zu sehen. In dem kanadischen Horrorfilm Red Machine – Hunt or Be Hunted spielte sie eine gehörlose Naturfotografien. 2015 stand sie als Maggie, einer alleinerziehenden Mutter, in John Pollonos Lost Girls unter der Regie von Jo Bonney auf der Bühne am MCC Theater. 2019 spielte sie in der britischen Netflix-Comedyserie Turn Up Charlie mit Idris Elba. Im selben Jahr erschien der Actionthriller Angel Has Fallen, in dem sie die Frau von Gerard Butler spielte.
In der Neowestern-Fernsehserie Yellowstone war Perabo von 2021 bis 2024 in der vierten und fünften Staffel neben Kevin Costner zu sehen und verköperte die Umweltaktivistin Summer Higgins. 2022 und 2023 spielte sie neben Corey Stoll in der Showtime-Fernsehserie Billions die Rolle der Andy Salter.
Piper Perabo wurde bereits von verschiedenen Synchronsprecherinnen synchronisiert, aber überwiegend von Anna Carlsson.
Seit Juli 2014 ist sie mit dem Regisseur und Produzenten Stephen Kay verheiratet, die Schauspielerin Lilli Kay ist ihre Stieftochter. Sie ist Miteigentümerin der 2005 eröffneten Bar Employees Only, im West Village und des 2012 eröffneten Restaurants Jack’s Wife Freda in SoHo.
Perabo ist auch gesellschaftspolitisch als Aktivistin aktiv. So unterstützt sie die Einwanderungsregel Deferred Action for Childhood Arrivals (DACA) und warb für den 2017 Women’s March und dessen Kundgebung am 21. Januar 2017 in Washington D.C. In diesem Zusammenhang wurde sie 2018 bei einer Demonstration gegen die Anhörung von Brett Kavanaugh, neben vielen weiteren Frauen, und 2019 bei einem Protest gegen den Klimawandel verhaftet.

## Filmografie (Auswahl)
- 1997: Single Spaced (Kurzfilm)
- 1999: Whiteboyz
- 1999: Knuckleface Jones (Kurzfilm)
- 2000: Coyote Ugly
- 2000: Followers
- 2000: Die Abenteuer von Rocky & Bullwinkle (The Adventures of Rocky and Bullwinkle)
- 2001: Lost and Delirious
- 2002: Flowers
- 2002: Freche Biester! (Slap Her… She’s French)
- 2003: Im Dutzend billiger (Cheaper by the Dozen)
- 2004: The I Inside – Im Auge des Todes (The I Inside)
- 2004: George und das Ei des Drachen (George and the Dragon)
- 2004: A Piece of My Heart
- 2004: Das perfekte Paar (Perfect Opposites)
- 2005: Good Morning Baby (Kurzfilm)
- 2005: Im Dutzend billiger 2 – Zwei Väter drehen durch (Cheaper by the Dozen 2)
- 2005: Edison
- 2005: The Cave
- 2005: Eine Hochzeit zu dritt (Imagine Me & You)
- 2005: Perception
- 2006: Prestige – Die Meister der Magie (The Prestige)
- 2006: First Snow
- 2006: Streets of Philadelphia – Unter Verrätern (10th & Wolf)
- 2007: Von Frau zu Frau (Because I Said So)
- 2007: In Vivid Detail (Kurzfilm)
- 2007: Dr. House (House, Fernsehserie, Episode 3x22)
- 2008: Das Lazarus-Projekt (The Lazarus Project)
- 2008: The Prince of Motor City (Fernsehfilm)
- 2009: Beverly Hills Chihuahua
- 2009: Criminal Intent – Verbrechen im Visier (Law & Order: Criminal Intent, Fernsehserie, Episode 8x07)
- 2009: Carriers
- 2009: Sordid Things
- 2010: Ashes
- 2010–2014: Covert Affairs (Fernsehserie, 75 Episoden)
- 2012: Looper
- 2013: Go On (Fernsehserie, 4 Episoden)
- 2015: Red Machine – Hunt or Be Hunted (Into the Grizzly Maze)
- 2016: Notorious (Fernsehserie, 10 Episoden)
- 2017: Black Butterfly – Der Mörder in mir (Black Butterfly)
- 2018: Tough Love (Kurzfilm)
- 2019: Turn Up Charlie (Fernsehserie, 8 Episoden)
- 2019: Angel Has Fallen
- 2020: Penny Dreadful: City of Angels (Fernsehserie, 6 Episoden)
- 2020: Zerplatzt (Spontaneous)
- 2021: Ein großer Sprung (The Big Leap, Fernsehserie, 11 Episoden)
- 2021–2024: Yellowstone (Fernsehserie, 12 Episoden)
- 2022–2023: Billions (Fernsehserie, 10 Episoden)
- 2025: Grey’s Anatomy (Fernsehserie, 3 Episoden)
- 2025: Amour apocalypse
- 2025: Butterfly (Fernsehserie, 6 Episoden)